# Кровопусков Костянтин Романович
Кровопусков Костянтин Романович (18 (30) травня 1881, Миколаїв — 21 січня 1958, Париж, Франція) — соціолог, економіст, громадський діяч.

## Життєпис
Народився у м. Миколаєві у родині моряка. У 1892 р. був зарахований до Миколаївського Олександрівського реального училища. Вищу освіту здобув в Мюнхенському та Фрайбурзькому університетах, доктор права.
За одними даними, член російської Партії соціалістів-революціонерів (есерів), за іншими — був близьким до Російської соціал-демократичної партії (1899—1905).
Голова Дирекції Миколаївської громадської бібліотеки у 1911—1912 рр.
Під час Першої світової війни був уповноваженим Всеросійського союзу міст. У 1917 р. обраний товаришем міського голови м. Одеси.
У 1919 р. евакуйований до Константинополя. У 1920 р. переїхав в Марсель. З 1921 р. постійно проживав у Парижі.
Був членом Громадського комітету з допомоги голодуючим у Росії (1921) та земського міського комітету (Земгора) (1923). Редактор дитячого журналу «Росія молода». Голова правління Одеського земляцтва. У 1931 р. брав участь в засіданнях спільноти імігрантів проти продажу більшовиками художніх цінностей. Член ради і викладач Франко-російського інституту, заступник директора Управління у справах російських біженців у Франції (1945—1951), член Пушкінського комітету та Гуманітарного фонду російських біженців у Франції (1955).
Належав до масонської ложі «Північна Зірка».
Похований на кладовищі Сент-Женевьєв-де-Буа.
Частково його документи зберігаються в Бахмутовському архіві при Колумбійському університеті (м. Нью-Йорк).